# Résolution 819

Résolution 819 est un téléfilm franco-polono-italien réalisé par Giacomo Battiato, sorti en 2008.

## Synopsis
En juillet 1995, des forces bosno-serbes dirigées par le général Ratko Mladić s'emparent de Srebrenica, pourtant déclarée « zone de sécurité » par l'Organisation des Nations unies (ONU) dans sa résolution 819. Les casques bleus assistent, impuissants, à la prise de la ville par les forces bosno-serbes. Alors que femmes et enfants sont expulsés de Srebrenica, les hommes, eux, disparaissent.
Quelques jours après la chute de la ville, Jacques Calvez (Benoît Magimel), policier français affecté au tribunal pénal international pour l'ex-Yougoslavie (TPIY), arrive pour enquêter sur le sort des disparus, déterminer si des crimes de guerre ont eu lieu, et en trouver les responsables.

## Fiche technique
- Titre : Résolution 819
- Réalisation : Giacomo Battiato
- Scénario : Thierry Jonquet en collaboration[1] avec Jacques Massey et Philippe Rondot
- Production : Georges Campana
- Musique : Ennio Morricone

## Distribution
- Benoît Magimel : Jacques Calvez (personnage inspiré de Jean-René Ruez)
- Hippolyte Girardot : Arnaud Lherbier
- Karolina Gruszka : Klara Gorska
- Hristo Chopov : Momcilo Draganovic
- Dimitrije Ilic : Ratko Mladić
- Ken Duken : Tom Karremans
- Christophe Odent : général Bernard Janvier
- Tamara Krcunovič : Jasna Palič (l'interprète)
- Nevena Rosuljaš : Amina
- Haris Burina : Goran
- Emina Muftič : Hediba
- Adnan Haskovič : Muhammad
- Claudio Puglisi : Jan Novak
- Hector Tenorio : Miguel de la Jara
- Anežka Nováková : Betty Deakins
- Viteszlav Hajek : Radovan Karadžić